# Чаадаев, Пётр Яковлевич
Пётр Я́ковлевич Чаада́ев (27 мая [7 июня] 1794, Москва — 14 [26] апреля 1856, там же) — русский философ (по собственной оценке — «христианский философ») и публицист.
В 1829—1831 годах создал своё главное произведение — «Философические письма». Публикация первого из них в журнале «Телескоп» в 1836 году вызвала резкое недовольство властей из-за выраженного в нём горького негодования по поводу отлучённости России от «всемирного воспитания человеческого рода», «духовного застоя, препятствующего исполнению предначертанной свыше исторической миссии». Журнал был закрыт, издатель Николай Иванович Надеждин сослан, а Чаадаев — объявлен сумасшедшим.

## Биография
Родился в старинной зажиточной дворянской семье Чаадаевых. По дате существует разброс от 1792 по 1796 гг., но наиболее вероятной является дата 1794 года. Сын Якова Петровича Чаадаева. По материнской линии — внук академика, историка Михаила Михайловича Щербатова, автора 7-томного издания «Истории Российской от древнейших времён» и княгини Натальи Ивановны Щербатовой. По семейной традиции в детстве был записан в лейб-гвардии Семёновский полк. Рано остался сиротой: отец умер на следующий год после его рождения, а мать — в 1797 году. Его и старшего брата Михаила забрала из Нижегородской губернии в Москву тётка — княжна Анна Михайловна Щербатова (? — 1852), у неё они и жили в Москве, в Серебряном переулке, рядом с церковью Николы Явленного на Арбате. Опекуном Чаадаевых стал их дядя, князь Д. М. Щербатов, в доме которого Чаадаев получил светское воспитание. С юности увлёкся науками, собирал собственную библиотеку. По документам официальным опекуном был назначен двоюродный брат отца граф Николай Петрович Толстой.
С 1807 года вместе с братом слушал лекции в Московском университете. Произведён в студенты Московского университета на торжественном акте 30 июня 1808, учёбу продолжал до середины 1811 года. Среди своих профессоров Чаадаев выделял Фёдора Григорьевича Баузе и Христиана Августовича фон Шлёцера; кроме того, в течение нескольких лет вместе с братом М. Я. Чаадаевым и кузеном Иваном Дмитриевичем Щербатовым, а также Иваном Дмитриевичем Якушкиным и Александром Сергеевичем Грибоедовым посещал приватные занятия по философии у профессора Иоганна Теофила Буле, которого считал своим главным университетским наставником. Среди других товарищей Чаадаева по учёбе в университете — Николай Иванович Тургенев, Михаил Николаевич Муравьёв-Виленский. Последний осенью 1811 года привлёк Чаадаева к занятиям в Московском обществе математиков.

### Война 1812 года
В мае 1812 года братья Чаадаевы вступили подпрапорщиками в лейб-гвардии Семёновский полк, в котором ранее служил их опекун-дядя. В 1813 году Чаадаев в чине поручика перешёл из Семёновского полка, где оставались его брат и друзья, в Ахтырский гусарский полк.
Во время Отечественной войны 1812 года участвовал в Бородинском сражении (за отличие произведён в прапорщики), в сражении под Тарутином, сражении при Малоярославце, сражениях при Лютцене, Бауцене, Кульме, во взятии Парижа. Был награждён русским орденом Св. Анны 4-й степени, прусским орденом «Pour le Mérite» («За заслуги») и Кульмским крестом.
Его биограф и дальний родственник Михаил Иванович Жихарев писал:
Храбрый обстрелянный офицер, испытанный в трёх исполинских походах, безукоризненно благородный, честный и любезный в частных отношениях, он не имел причины не пользоваться глубокими, безусловными уважением и привязанностью товарищей и начальства.
Всю войну прошёл бок о бок со своим университетским другом Якушкиным.

### После Отечественной войны
В 1816 году был переведён корнетом в Лейб-гвардии Гусарский Его Величества полк, расквартированный в Царском Селе. В доме Николая Михайловича Карамзина в Царском селе Чаадаев познакомился с Александром Сергеевичем Пушкиным, на которого оказал громадное влияние. Чаадаеву посвящено несколько стихотворений Пушкина.
В 1817 году, в возрасте 23 лет, был назначен адъютантом командира гвардейского корпуса генерал-адъютанта Иллариона Васильевича Васильчикова. В 1819 году произведён в чин ротмистра. Император Александр I симпатизировал Чаадаеву и планировал его назначить своим флигель-адъютантом, в 1820 году приказ уже был подготовлен, но его подписание задержалось из-за отъезда государя на конгресс в Троппау. В октябре 1820 года взбунтовался 1-й батальон лейб-гвардии Семёновского полка, где Чаадаев служил ранее. В связи с этими событиями к государю, находившемуся в Троппау, был послан Чаадаев, которого Васильчиков, командир гвардейского корпуса, выбрал для подробного доклада царю. Через полтора месяца после этой поездки, в конце декабря, Чаадаев подал в отставку и приказом от 21 февраля 1821 года был уволен от службы без обычного в таких случаях производства в следующий чин. Как указывают, Чаадаев подал в отставку, не считая нравственно возможным продолжать службу после наказания близких друзей из восставшего полка. Эта отставка молодого человека, которому прочили самую успешную карьеру, была неожиданной. Она потрясла общество и вызвала множество версий и легенд: будто бы он был скомпрометирован перед бывшими однополчанами тем, что доставил на них «донос», или что он опоздал со своим пакетом, потому что слишком занимался своим гардеробом (что, впрочем, действительно имело место), либо что император высказал ему нечто, принятое с отторжением.
Вместе с тем, существует иная точка зрения, основанная на письме Чаадаева своей тёте, которая опубликована в книге Михаила Осиповича Гершензона «П. Я. Чаадаев». Гершензон приводит письмо целиком; в частности, там говорится: «Я счёл более забавным пренебречь этою милостию, нежели добиваться её. Мне было приятно выказать пренебрежение людям, пренебрегающим всеми… Мне ещё приятнее в этом случае видеть злобу высокомерного глупца.» К тому же Гершензон пишет о том, что после отставки Чаадаева все его друзья-офицеры не отвернулись от него ни на минуту (что несомненно имело бы место хоть в какой-то мере, если бы он в самом деле предал интересы гвардии и полка). Также известно, что это письмо было перехвачено, и в таком случае получает объяснение необычайно долгий разговор Александра I с Чаадаевым, длившийся чуть больше часа.

#### Характеристика личности
Чаадаев был весьма известной личностью в обществе и до публикации «Философических писем».
Дочь Николая Николаевича Раевского-старшего Екатерина писала о нём (около 1817 года), что он является «неоспоримо (…) и без всякого сравнения самым видным (…) и самым блистательным из всех молодых людей в Петербурге.» Помимо того, что он был весьма образован, имел отличные манеры, но и «возвёл искусство одеваться (…) почти на степень исторического значения» (по словам Михаила Ивановича Жихарева). Его дружбы искали и ею гордились. В 1819 году Пушкин сравнивает с ним Евгения Онегина, желая характеризовать своего героя как настоящего денди: «Второй Чадаев, мой Евгений…». Его недоброжелатель Филипп Филиппович Вигель назвал его «первым из юношей, которые полезли тогда в гении».
Его современник писал о нём: «от остальных людей отличался необыкновенной нравственно-духовной возбудительностью… Его разговор и даже одно его присутствие, действовали на других, как действует шпора на благородную лошадь. При нём как-то нельзя, неловко было отдаваться ежедневной пошлости. При его появлении всякий как-то невольно нравственно и умственно осматривался, прибирался и охорашивался».

### Заграничный вояж
6 июля 1823 года, в частности, в связи с ухудшением здоровья, уехал путешествовать по Англии, Франции, Швейцарии, Италии, Германии. Перед отъездом, в мае 1822 года, Чаадаев разделил имущество со своим братом, не намереваясь возвращаться в Россию.
Отплыв на корабле из Кронштадта, он высадился близ Ярмута, откуда поехал в Лондон, где пробыл четыре дня, покинув его ради морских купаний Брайтона. Из Англии он перебирается в Париж, оттуда в Швейцарию. В конце марта 1825 года он оказывается в Риме, затем едет в Карлсбад, где его сопровождает Николай Тургенев и встречается с вел. кн. Константином Павловичем. Несмотря на то, что всё время занимается лечением, здоровье его только ухудшается. Побывал Чаадаев и в Милане. В июне 1826 года Чаадаев выезжает на родину.

### Отношения с масонами и декабристами

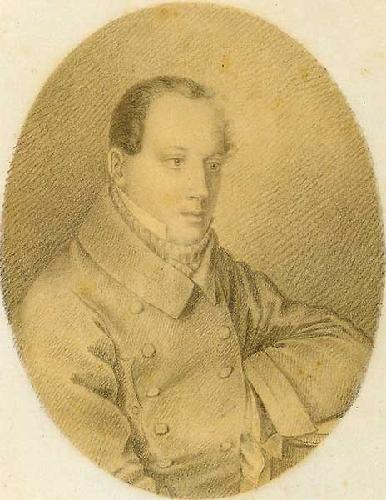
Чаадаев в 1820-е годы

Ещё находясь на службе, в 1814 году в Кракове был принят в масонскую ложу, в 1819 году был принят в «Союз благоденствия», в 1821 в Северное тайное общество декабристов. Вступив в общество декабристов, участия в его делах не принимал и относился к ним сдержанно-скептически.
Активно участвовал в жизни петербургских масонских лож, был членом ложи «Соединённых друзей», входил в качестве великого герольда в высшее правление масонства в России — капитул «Феникс». Затем вышел из масонской ложи «Соединённых друзей», но лишь для того, чтобы перейти в другой масонский союз — в Великую ложу Астрея. В 1818—1819 годах был 1-м надзирателем ложи «Северных друзей».
В 1826 году после возвращения в Россию был арестован по подозрению в причастности к декабристам — в июле, в пограничном Брест-Литовске. «Чаадаев в письмах к близким говорил, что уезжает навсегда, и близкий друг Якушкин был до такой степени уверен в этом, что на допросе после разгрома восставших спокойнейшим образом назвал Чаадаева в числе лиц, завербованных им в нелегальную организацию». 26 августа с Чаадаева по повелению Николая I был снят подробный допрос. С Чаадаева была взята подписка о неучастии его в любых тайных обществах, причём он категорически отрицал своё участие в Северном обществе. Через 40 дней отпущен.
Впоследствии он будет негативно отзываться о восстании декабристов, утверждая, что, по его мнению, их порыв отодвинул нацию на полвека назад.

### «Басманный философ»

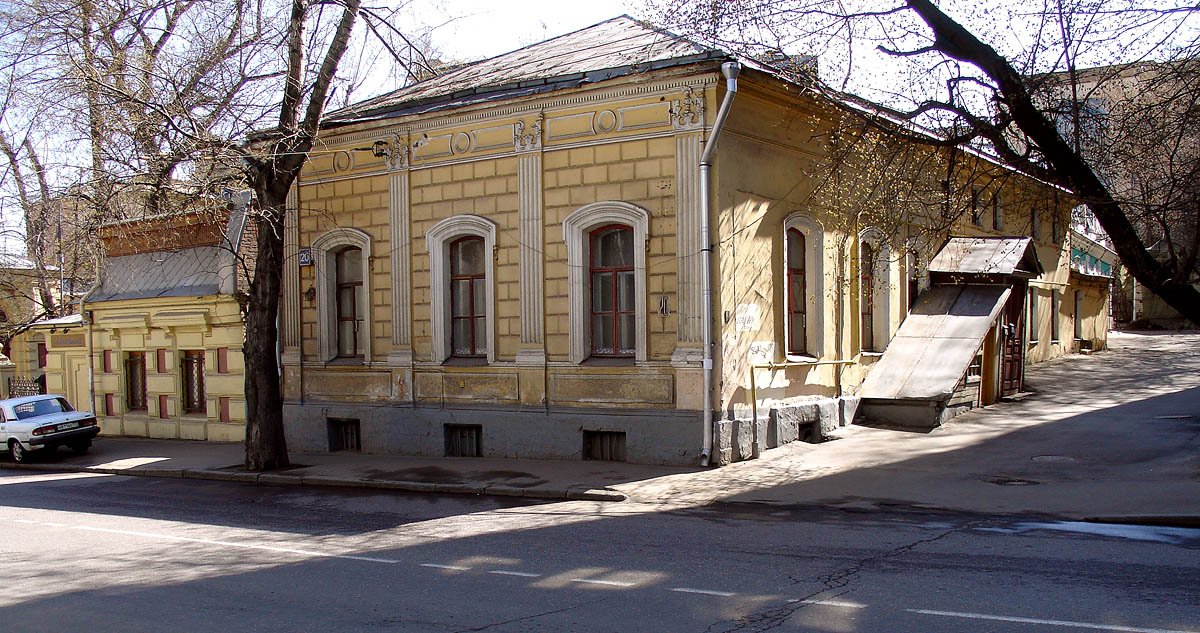
Городская усадьба Е. Г. Левашевой на Новой Басманной, где в 1833—1856 в одном из флигелей жил Чаадаев

В начале сентября приезжает в Москву. «4 октября Чаадаев переезжает на постоянное жительство в подмосковную деревню своей тётки в Дмитровском уезде. Чаадаев живёт уединённо, необщительно, много читает. За ним здесь устанавливается постоянный тайный полицейский надзор». В это время в него влюбилась Авдотья Сергеевна Норова, соседка по имению, у которой «возник культ Чаадаева, близкий к своеобразной религиозной экзальтации».
Жил в Москве и в деревенском имении (у тётки Щербатовой в Дмитриевском уезде, затем в доме Левашёвых на Новой Басманной), создав в 1829—1831 годах свои знаменитые «Философические письма» («Письма о философии истории», адресованные госпоже Е. Д. Пановой). Начиная с весны 1830 года в русском образованном обществе их списки стали ходить по рукам. В мае или июне 1831 года Чаадаев вновь стал появляться в обществе.
Публикация в 1836 году первого из «Писем» вызвала настоящий скандал и произвела впечатление «выстрела, раздавшегося в тёмную ночь» (Герцен), вызвала гнев Николая I, начертавшего: «Прочитав статью, нахожу, что содержание оной — смесь дерзкой бессмыслицы, достойной умалишённого».

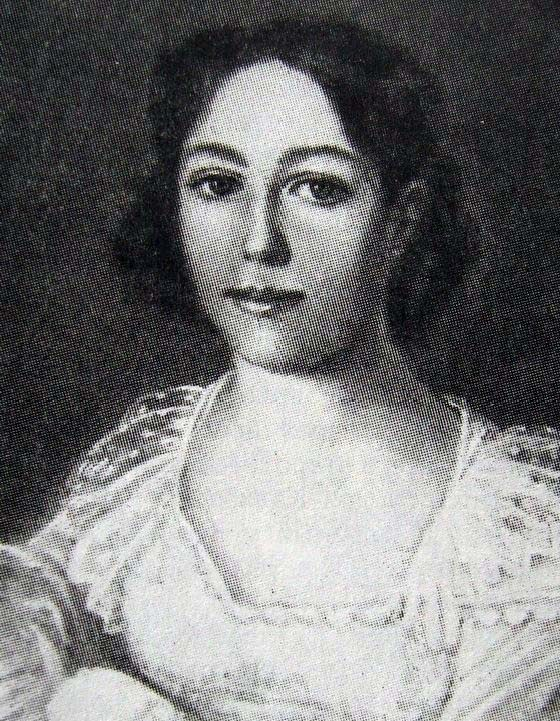
Норова Авдотья Сергеевна (1799—1835)

Журнал «Телескоп», где напечатали «Письмо», был закрыт, редактор Николай Иванович Надеждин сослан, цензор Алексей Васильевич Болдырев (ректор Московского университета) уволен со службы. Чаадаева вызвали к московскому полицмейстеру и объявили, что по распоряжению правительства он считается душевнобольным. Вследствие того, что император счёл Чаадаева «сумасшедшим», ежедневно в течение года к нему являлись врачи для освидетельствования; он считался пребывающим под домашним арестом, имел право лишь раз в день выходить на прогулку. Надзор полицейского лекаря за «больным» был снят в 1837 году, под условием, чтобы он «не смел ничего писать». Существует легенда, что врач, призванный наблюдать его, при первом же знакомстве сказал ему: «Если б не моя семья, жена да шестеро детей, я бы им показал, кто на самом деле сумасшедший».
Случай с объявлением Чаадаева ненормальным считают одним из первых примеров «карательной психиатрии» в России.
В этот период Чаадаев принял роль (которая подкреплялась отношением к нему почитателей) пророка в своём отечестве. В 1827 году А. В. Якушкина пишет о нём: «…он чрезвычайно экзальтирован и весь пропитан духом святости (…). Ежеминутно он закрывает себе лицо, выпрямляется, не слышит того, что ему говорят, а потом, как бы по вдохновению, начинает говорить». Для общения со своими почитателями он активно использовал эпистолярный жанр.

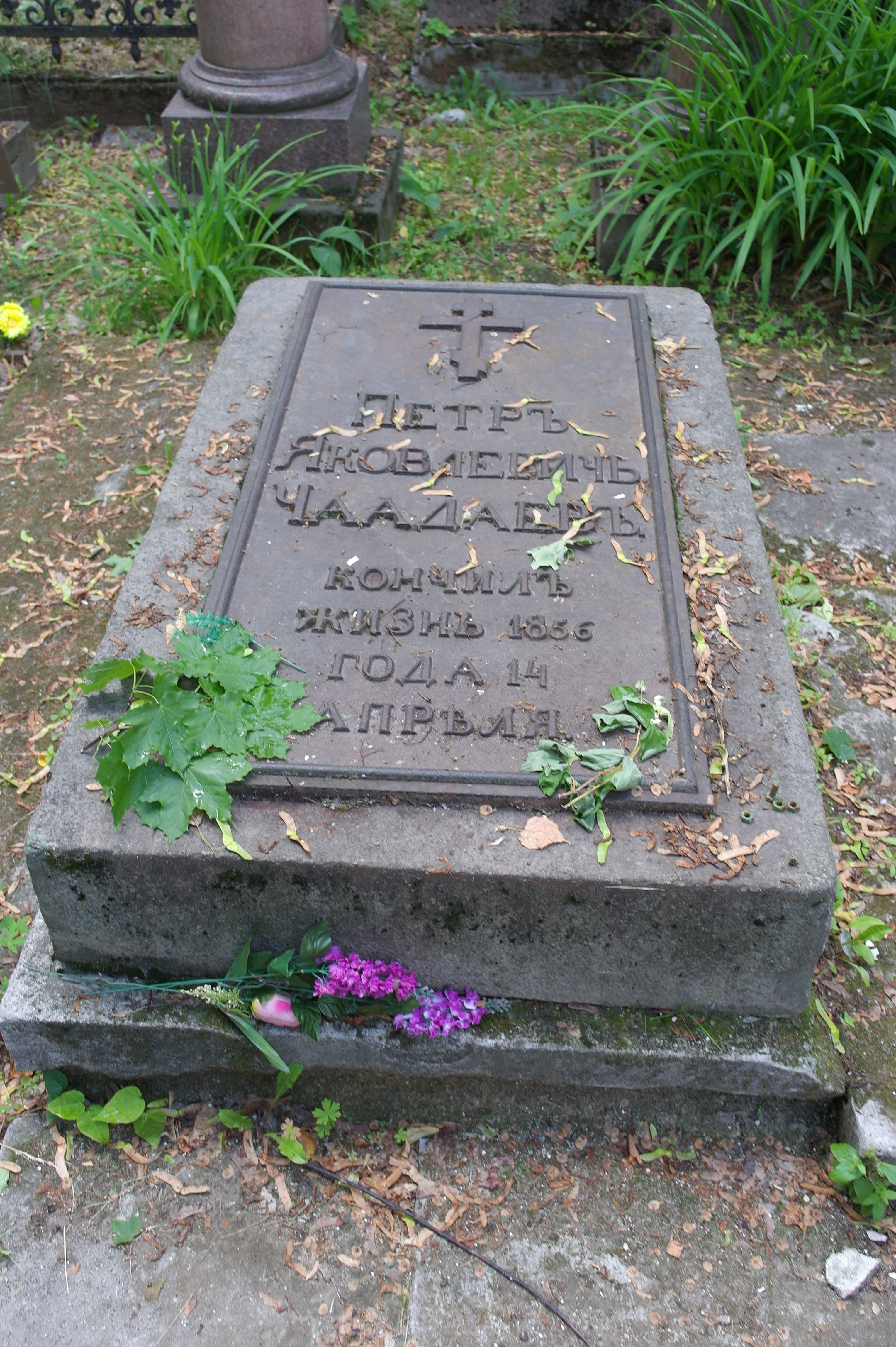
Надгробный камень на могиле
П. Я. Чаадаева в некрополе Донского монастыря в Москве

Следующим сочинением Чаадаева стала «Апология сумасшедшего» (не опубликовано при жизни; в «Современник» к Николаю Гавриловичу Чернышевскому принёс в 1860 году неизданную рукопись его племянник и хранитель архива Михаил Иванович Жихарев). До конца жизни оставался в Москве, принимал самое деятельное участие во всех идеологических собраниях в Москве, которые собирали известных людей того времени (Хомяков, Киреевский, Герцен, К. Аксаков, Самарин, Грановский и др.)
Герцен писал о нём в этот период:

Печальная и самобытная фигура Чаадаева резко отделяется каким-то грустным упрёком на линючем и тяжёлом фоне московской знати. Я любил смотреть на него средь этой мишурной знати, ветреных сенаторов, седых повес и почётного ничтожества. Как бы ни была густа толпа, глаз находил его тотчас. Лета не исказили стройного стана его, он одевался очень тщательно, бледное, нежное лицо его было совершенно неподвижно, когда он молчал, как будто из воску или из мрамора, «чело, как череп голый», серо-голубые глаза были печальны и с тем вместе имели что-то доброе, тонкие губы, напротив, улыбались иронически. Десять лет стоял он сложа руки где-нибудь у колонны, у дерева на бульваре, в залах и театрах, в клубе и — воплощённым veto, живой протестацией смотрел на вихрь лиц, бессмысленно вертевшихся около него, капризничал, делался странным, отчуждался от общества, не мог его покинуть… Опять являлся капризным, недовольным, раздражённым, опять тяготел над московским обществом и опять не покидал его. Старикам и молодым было неловко с ним, не по себе, они, бог знает отчего, стыдились его неподвижного лица, его прямо смотрящего взгляда, его печальной насмешки, его язвительного снисхождения… Знакомство с ним могло только компрометировать человека в глазах правительствующей полиции.
После Крымской войны, не видя улучшения в положении России, думал о самоубийстве. Умер от воспаления лёгких, оставив материальные дела в полном расстройстве. Похоронен на Донском кладбище в Москве. Перед своей смертью он пожелал, чтобы его похоронили «в Донском монастыре, близ могилы Авдотьи Сергеевны Норовой, или в Покровском, близ могилы Екатерины Гавриловны Левашовой».

## Творчество
Для понимания творчества Чаадаева следует учитывать пережитые им кризисы личности. «В годы до 1823-го у Чаадаева произошёл первый духовный кризис — в сторону религиозную. Чаадаев, и до того времени много читавший, увлёкся в это время мистической литературой; особенное влияние имели на него сочинения Юнга-Штиллинга. Здоровье его пошатнулось вследствие чрезвычайной духовной напряжённости, и ему пришлось уехать за границу для поправления здоровья, где он оставался до 1826 года (что его спасло от гибели, так как он был чрезвычайно близок к самым видным декабристам). По возвращении из-за границы Чаадаев был арестован, но вскоре освобождён и смог вернуться в Москву, где он пережил второй кризис — на несколько лет он сделался совершенным затворником, весь уйдя в очень сложную мыслительную работу. В эти годы (до 1830 года) полнейшего уединения у Чаадаева сложилось всё его философское и религиозное мировоззрение, нашедшее (в 1829 году) своё выражение в ряде этюдов, написанных в форме писем».

### Характеристика
Испытал сильнейшее влияние немецкой классической философии в лице Шеллинга, с идеями которого познакомился во время своего путешествия по Европе в 1823—1826 годах. За годы, проведённые в Европе, он продолжил изучать труды французских католических философов-традиционалистов (Жозеф де Местр, Луи Габриэль Амбруаз де Бональд, Пьер Симон Балланш, ранний Фелисите-Робер де Ламенне), которые сыграли важную роль в формировании его философско-исторических взглядов.
Хотя Чаадаев был лишён возможности печататься, его работы ходили в списках, и он оставался влиятельным мыслителем, который оказал значительное воздействие (особенно постановкой проблемы об исторической судьбе России) на представителей различных направлений мысли. Чаадаев оказал существенное влияние на дальнейшее развитие русской философской мысли, во многом инициировав полемику западников и славянофилов. По мнению А. Григорьева, это влияние «было тою перчаткою, которая разом разъединила два дотоле если не соединённые, то и не разъединённые лагеря мыслящих и пишущих людей. В нём впервые неотвлечённо поднят был вопрос о значении нашей народности, самости, особенности, до тех пор мирно покоившийся, до тех пор никем не тронутый и не поднятый».

«След, оставленный Чаадаевым в сознании русского общества, — такой глубокий и неизгладимый, что невольно возникает вопрос: уж не алмазом ли проведён он по стеклу? (…) Все те свойства, которых была лишена русская жизнь, о которых она даже не подозревала, как нарочно соединялись в личности Чаадаева: огромная внутренняя дисциплина, высокий интеллектуализм, нравственная архитектоника и холод маски, медали, которым окружает себя человек, сознавая, что в веках он — только форма, и заранее подготовляя слепок для своего бессмертия».— Осип Мандельштам

### Философические письма
В 1829—1831 годах создаёт своё главное произведение — «Письма о философии истории» (написано на французском языке), получившее название «Философические письма» после публикации в журнале «Телескоп».
В начале октября 1836 года вышел № 15 журнала «Телескоп», где была опубликована статья под оригинальным названием: «Философические письма к г-же ***. Письмо первое». Статья была не подписана. Вместо подписи значилось: «Некрополис. 1829, декабря 1». Публикация сопровождалась редакционным примечанием: «Письма эти писаны одним из наших соотечественников. Ряд их составляет целое, проникнутое одним духом, развивающее одну главную мысль. Возвышенность предмета, глубина и обширность взглядов, строгая последовательность выводов и энергическая искренность выражения дают им особенное право на внимание мыслящих читателей. В подлиннике они писаны на французском языке. Предлагаемый перевод не имеет всех достоинств оригинала относительно наружной отделки. Мы с удовольствием извещаем читателей, что имеем дозволение украсить наш журнал и другими из этого ряда писем.»
Публикация первого письма вызвала резкое недовольство властей из-за выраженного в нём горького негодования по поводу отлучённости России от «всемирного воспитания человеческого рода», духовного застоя, препятствующего исполнению предначертанной свыше исторической миссии. Журнал был закрыт, а Чаадаев — объявлен сумасшедшим.
«Философическое письмо» Чаадаева (1836), опубликованное в журнале «Телескоп» (в переводе, предположительно, Александра Сергеевича Норова), дало мощный толчок развитию русской философии. Его сторонники оформились в западников, а его критики — в славянофилов. Чаадаев закладывает две основные идеи русской философии: стремление реализовать утопию и поиск национальной идентичности. Он обозначает себя как религиозного мыслителя, признавая существование Высшего Разума, который проявляет себя в истории через Провидение. Чаадаев не отрицает христианство, но считает, что его основная идея заключается в «водворении царства божьего на Земле», причём Царство Божье — это метафора справедливого общества, которое уже осуществляется на Западе (на этом позже делали основной упор западники). Что касается национальной идентичности, то Чаадаев лишь обозначает идею самобытности России. «Мы не принадлежим ни к Западу, ни к Востоку, — пишет он, — мы — народ исключительный». Смысл России — быть уроком всему человечеству. Однако Чаадаев был далёк от шовинизма и веры в исключительность России. Для него цивилизация едина, а все дальнейшие попытки поиска самобытности — суть «национальные предрассудки».

### Апология сумасшедшего
Написанная Чаадаевым в ответ на обвинения в недостатке патриотизма «Апология сумасшедшего» (1837) осталась неопубликованной при жизни автора. В ней, говоря о России, Чаадаев утверждал, что «…мы призваны решить большую часть проблем социального порядка… ответить на важнейшие вопросы, какие занимают человечество».

### Главные идеи

#### Отношение к истории
Чаадаев считал, что «обиходная» история не даёт ответов. «Обиходной» историей он называл эмпирически-описательный подход без нравственной ориентации и надлежащего смыслового исхода для человеческой деятельности. Он считал, что такая история всего лишь перечисляет беспрестанно накапливающиеся события и факты, видя в них лишь «беспричинное и бессмысленное движение», бесконечные повторения в «жалкой комедии мира». Подлинно философски осмысленная история должна «признать в ходе вещей план, намерение и разум», постигнуть человека как нравственное существо, изначально связанное многими нитями с «абсолютным разумом», «верховной идеей», «богом», «а отнюдь не существо обособленное и личное, ограниченное в данном моменте, то есть насекомое-подёнка, в один и тот же день появляющееся на свет и умирающее, связанное с совокупностью всего одним только законом рождения и тления. Да, надо обнаружить то, чем действительно жив человеческий род: надо показать всем таинственную действительность, которая в глубине духовной природы и которая пока ещё усматривается при некотором особом озарении».
Своей задачей Чаадаев называл «изъяснение моральной личности отдельных народов и всего человечества», но по сути он занимался не исследованием судеб различных наций, а толкованием человеческой истории как единого связного текста. Георгий Васильевич Флоровский пишет, что главный и единственный принцип Чаадаева — есть «постулат христианской философии истории. История есть для него созидание в мире Царствия Божия. Только через строительство этого Царствия и можно войти или включиться в историю». Смысл истории, таким образом, определяется Провидением, а руководящая и постоянно обнаруживающая себя идея истории — идея религиозного единения человечества, привнесённая в мир христианской религией и ею хранимая. Древние цивилизации оказались обречёнными именно потому, что воплощали идею «языческой разъединённости», то есть имели лишь материальный, земной интерес, а истинная духовность и мощный нравственный потенциал составляет прерогативу «таинственно единого» христианства, и поскольку только духовный интерес «беспределен по самой своей природе», одни лишь христианские народы «постоянно идут вперёд».

#### Отношение к католицизму
По мнению Чаадаева, западно-европейские успехи в области культуры, науки, права, материального благополучия — являются прямыми и косвенными плодами католицизма как «политической религии».
Католическая церковь для Чаадаева выступает прямой и законной наследницей апостольской церкви. Именно она является единственным носителем соборного, кафолического начала. К православию он относится намного холоднее. Чаадаев критиковал православие за его социальную пассивность и за то, что Православная церковь не выступала против крепостного права. Изоляционизму и государственничеству русского православия Чаадаев противопоставлял вселенскость и надгосударственный характер католичества. Философ мечтал о том дне, когда все христианские исповедания воссоединятся вокруг папства, которое, по его мнению, является «постоянным видимым знаком» и центром единства мирового христианства. Ознакомившись с произведением Чаадаева, император Николай I назвал его «смесью дерзкой бессмыслицы, достойной умалишённого», после чего Чаадаев был объявлен сумасшедшим.
Симпатии Чаадаева к католицизму как части тысячелетней европейской цивилизации оказали влияние на русских филокатоликов XIX века (так, иезуит князь Иван Сергеевич Гагарин утверждал, что принял католичество под его влиянием) и вызвали реакцию у его критиков и слухи о его собственном обращении в католичество (Денис Васильевич Давыдов назвал его «маленьким аббатиком», Николай Михайлович Языков пишет о нём: «ты лобызаешь туфлю пап»).
При этом Чаадаев не отказывался от православия, регулярно исповедовался и причащался, перед смертью принял причастие у православного священника и был похоронен по православному обряду. Гершензон пишет, что Чаадаев совершил странную непоследовательность, не приняв католичества и формально не перейдя, так сказать, «в католическую веру», с соблюдением установленного ритуала.
В «Философических письмах» он объявил себя приверженцем ряда принципов католицизма, однако Герцен называл его мировоззрение «революционным католицизмом», поскольку Чаадаев вдохновлялся нереальной в ортодоксальном католицизме идеей — «сладкая вера в будущее счастье человечества», уповая на свершение земных чаяний народа как сверхразумного целого, преодолевающего эгоизм и индивидуализм как несообразные с всеобщим назначением человека быть двигателем Вселенной под руководством всевышнего разума и мировой воли. Чаадаев не интересовался темами греха, церковных таинств и т. п., сосредотачиваясь на христианстве как на умозрительной силе. В католичестве его привлекало соединение религии с политикой, наукой, общественными преобразованиями — «вдвинутость» этой конфессии в историю.

#### Оценка России
В 1-м письме историческая отсталость России, определившая её современное состояние, трактуется как негативный фактор.
О судьбе России он пишет:

…тусклое и мрачное существование, лишённое силы и энергии, которое ничто не оживляло, кроме злодеяний, ничто не смягчало, кроме рабства. Ни пленительных воспоминаний, ни грациозных образов в памяти народа, ни мощных поучений в его предании… Мы живём одним настоящим, в самых тесных его пределах, без прошедшего и будущего, среди мёртвого застоя.

Толкование Чаадаевым в 1-м письме христианства как метода исторически прогрессирующего социального развития при абсолютном значении культуры и просвещения, власти идей, развитого правосознания, идей долга и т. п. послужили ему основой для резкой критики современного положения дел в России и того хода истории, который привёл её к этому состоянию. Он пишет, что выход православной церкви из «всемирного братства» во время Схизмы имел, по его мнению, для России самые тягостные последствия, поскольку громадный религиозный опыт, «великая мировая работа», за 18 веков проделанная умами Европы, не затронули России, которая была исключена из круга «благодетельного действия» Провидения из-за «слабости нашей веры или несовершенства наших догматов». Обособившись от католического Запада, «мы ошиблись насчёт настоящего духа религии», не восприняли «чисто историческую сторону», социально-преобразовательное начало, которое является внутренним свойством настоящего христианства, и поэтому мы «не собрали всех её плодов, хоть и подчинились её закону» (то есть плодов науки, культуры, цивилизации, благоустроенной жизни). «В нашей крови есть нечто, враждебное всякому истинному прогрессу», ибо мы стоим «в стороне от общего движения, где развивалась и формулировалась социальная идея христианства».
И тем не менее уже тогда он пишет, что уже одно географическое положение России между Западом и Востоком как бы предназначало её служить вместилищем двух великих начал — воображения и рассудка, то есть вместилищем истории всего мира. Чаадаев делал вывод: должно произойти сближение России с Западом и воссоединение русской православной церкви, мистический дух которой должен быть при этом усвоен Западом, с католической церковью, строгую организацию которой он хотел использовать в России.
В определённый период жизни и творчества Чаадаева происходит заметное изменение в его концепции русской истории. Резко критическое отношение к ней периода «Философических писем» сменяется характерной для второй половины 30-х — начала 40-х годов уверенностью в будущем России. Особенности русской истории и русского духа, их неприобщённость к всемирно-историческому процессу — представляется ему теперь не недостатками, а преимуществами России, которые позволят ей быстро овладеть достоинствами и достичь уровня западно-европейской цивилизации, избежав при этом присущих ей пороков. Со второй половины 40-х и в начале 50-х годов вновь стали сильны и критические мотивы, однако теперь имеющие частные конкретные мишени и не носящие характера или подобия общего негативизма.
Изменилось и восприятие соотношения русской и западной культуры; недостатком или проблемой стало восприниматься недостаточное внимание к глубинным основам русской жизни, многие из которых оказались забыты и повреждены при соприкосновении с худшей западной цивилизацией, однако же самые эти основы, из которых не подвергшейся слишком сильному забвению Чаадаеву видится только религия, виделись источником доблести и счастья как предков, так и будущего России. Чаадаев пишет уже в конце сороковых:
«…Меня повергает в изумление не то, что умы Европы под давлением неисчислимых потребностей и необузданных инстинктов не постигают этой столь простой вещи, а то, что вот мы, уверенные обладатели святой идеи, нам врученной, не можем в ней разобраться. А, между тем, ведь мы уже порядочно времени этой идеей владеем. Так почему же мы до сих пор не осознали нашего назначения в мире? Уж не заключается ли причина этого в том самом духе самоотречения, который вы справедливо отмечаете, как отличительную черту нашего национального характера? Я склоняюсь именно к этому мнению, и это и есть то, что, на мой взгляд, особенно важно по-настоящему осмыслить… По милости небес мы принесли с собой лишь кое-какую внешность этой негодной цивилизации, одни только ничтожные произведения этой пагубной науки, самая цивилизация, наука в целом, остались нам чужды. Но все же мы достаточно познакомились со странами Европы, чтобы иметь возможность судить о глубоком различии между природой их общества и природой того, в котором мы живём. Размышляя об этом различии, мы должны были естественно возыметь высокое представление о наших собственных учреждениях, ещё глубже к ним привязаться, убедиться в их превосходстве…».
См. также:
(1835) имея в виду заграничный поход русской армии в 1813—1814 годах: «…роковая страница нашей истории, написанная рукой Петра Великого, разорвана; мы, слава Богу, больше не принадлежим к Европе: итак, с этого дня наша вселенская миссия началась».
Он вышней волею небес

Рождён в оковах службы царской;

Он в Риме был бы Брут, в Афинах Периклес,

А здесь он — офицер гусарской.
В «Философических письмах» писал о России: «Опыт времен для нас не существует. Века и поколения протекли для нас бесплодно. Глядя на нас, можно сказать, что по отношению к нам всеобщий закон человечества сведен на нет. Одинокие в мире, мы миру ничего не дали, ничего у мира не взяли, мы не внесли в массу человеческих идей ни одной мысли, мы ни в чём не содействовали движению вперед человеческого разума, а все, что досталось нам от этого движения, мы исказили…».
По мнению академика Дмитрия Сергеевича Лихачёва, Чаадаев «писал с болью и эту боль за Россию сознательно растравливал в себе, ища возражений».

## В культуре
- П. Я. Чаадаев является адресатом стихотворения А. С. Пушкина «К Чаадаеву».

- П. Я. Чаадаев считается одним из возможных прототипов Александра Андреевича Чацкого — главного героя пьесы Александра Сергеевича Грибоедова «Горе от ума»[33].

Одетый праздником, с осанкой важной, смелой,

Когда являлся он пред публикою белой

С умом блистательным своим,

Смирялось всё невольно перед ним!

Друг Пушкина, любимый, задушевный,

Всех знаменитостей тогдашних был он друг;

Умом его беседы увлечённый,

Кругом его умов теснился круг;

И кто не жал ему с почтеньем руку?

Кто не хвалил его ума?
- Песню «К портрету П. Я. Чаадаева» («Памяти П. Я. Чаадаева»), импровизацию на стихи Пушкина, написал бард Владимир Львович Туриянский[34].

## Архив
Архивный фонд Петра Яковлевича и Михаила Яковлевича Чаадаевых хранится в Российском государственном архиве литературы и искусства под номером 546. В фонд входит вырезка из журнала «Телескоп» с первой публикацией «Философических писем» с дарственной надписью П. Я. Чаадаева Авдотье Петровне Елагиной. Здесь же — рукописная копия Донесения попечителя Санкт-Петербургского учебного округа Михаила Александровича Дондукова-Корсакова министру народного просвещения о запрещении журнала «Телескоп» по случаю напечатанной в нём статьи П. Я. Чаадаева. В фонде также хранятся письма П. Я. и М. Я. Чаадаевых на русском и французских языках, дневник Михаила Яковлевича объёмом в 365 листов и другие материалы к биографии.

## Произведения
- Философические письма. — Казань: Тип. Д. М. Гран, 1906. на сайте Руниверс
- LETTRES PHILOSOPHIQUES ADRESSÉES À UNE DAME. Первое философическое письмо на языке оригинала.

## Издания
- Заграничное издание избранных сочинений Чаадаева, предпринятое в 1862 году в Париже на французском языке Иваном Сергеевичем Гагариным.
- Сочинения и письма в 2-х томах под ред. М. Гершензона. М., Путь, 1913—1914.
- В 1935 году в «Литературном наследстве» были опубликованы пять ранее неизвестных и давно уже разыскиваемых исследователями «Философических писем» Чаадаева.
- Чаадаев П. Я. Полное собрание сочинений и избранные письма в 2-х тт. — М.: Наука, 1991. (Памятники философской мысли).

скрывал своё участие:
- Записка Александру Христофоровичу Бенкендорфу от имени Ивана Васильевича Киреевского.
- Участие в создании книги Ивана Ивановича Ястребцова «О системе наук, приличных в наше время детям, назначенным к образованнейшему классу общества».